# Kasiope

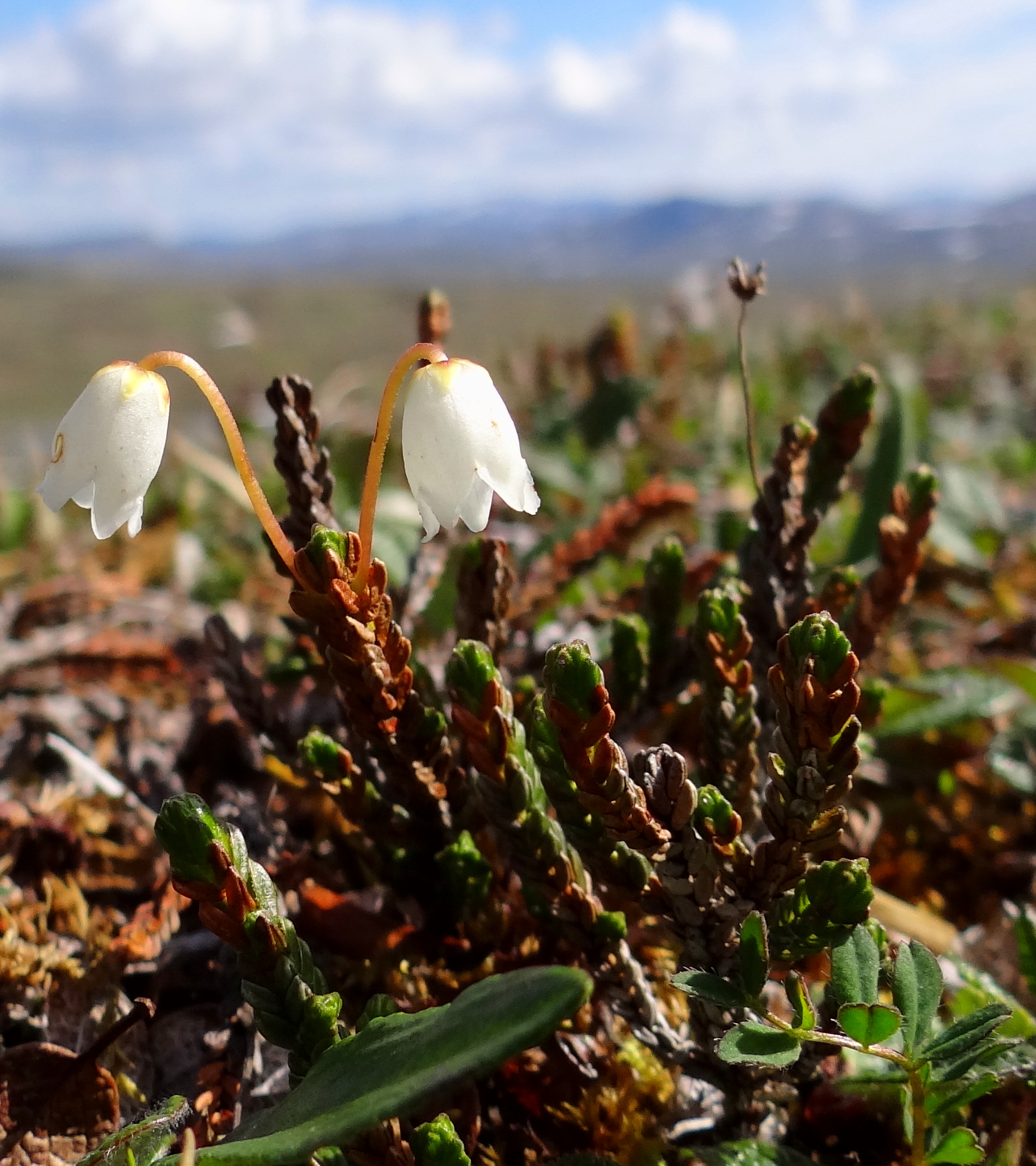
Kasiope čtyřhranná v severním Norsku

Kasiope (Cassiope) je rod rostlin z čeledi vřesovcovité. Jsou to drobné keříky s hustě čtyřřadými drobnými listy a bílými nebo růžovými zvonkovitými květy. Rod zahrnuje 17 druhů a je rozšířen v chladných oblastech Evropy, Asie a Severní Ameriky. Jediným evropským druhem je arktická kasiope čtyřhranná (Cassiope tetragona). Některé druhy jsou pěstovány jako skalničky.

## Popis
Zástupci rodu kasiope jsou stálezelené, trpasličí, poléhavé, vystoupavé nebo přímé keře dorůstající výšky od 2 do 30 cm. Listy jsou přisedlé, vstřícné, křižmostojné, hustě nahloučené, obvykle čtyřřadé. Čepel listů je drobná, šupinovitá, celokrajná nebo s třásnitým okrajem, bez žilnatiny. Květy jsou jednotlivé, úžlabní, stopkaté a převislé, obvykle pětičetné. Kališní lístky jsou téměř zcela volné. Koruna je bílá nebo růžová, zvonkovitá, zakončená směrem ven vyhnutými laloky. Tyčinek je 8 až 10, mají rovné nitky a nevyčnívají z květů. Semeník je svrchní, s válcovitou čnělkou zakončenou hlavatou bliznou. Obsahuje 4 nebo 5 komůrek, v každé z nich je mnoho vajíček. Plodem je kulovitá nebo vejcovitá tobolka. Plody spočívají na dlouhé stopce a obsahují mnoho drobných bezkřídlých semen.

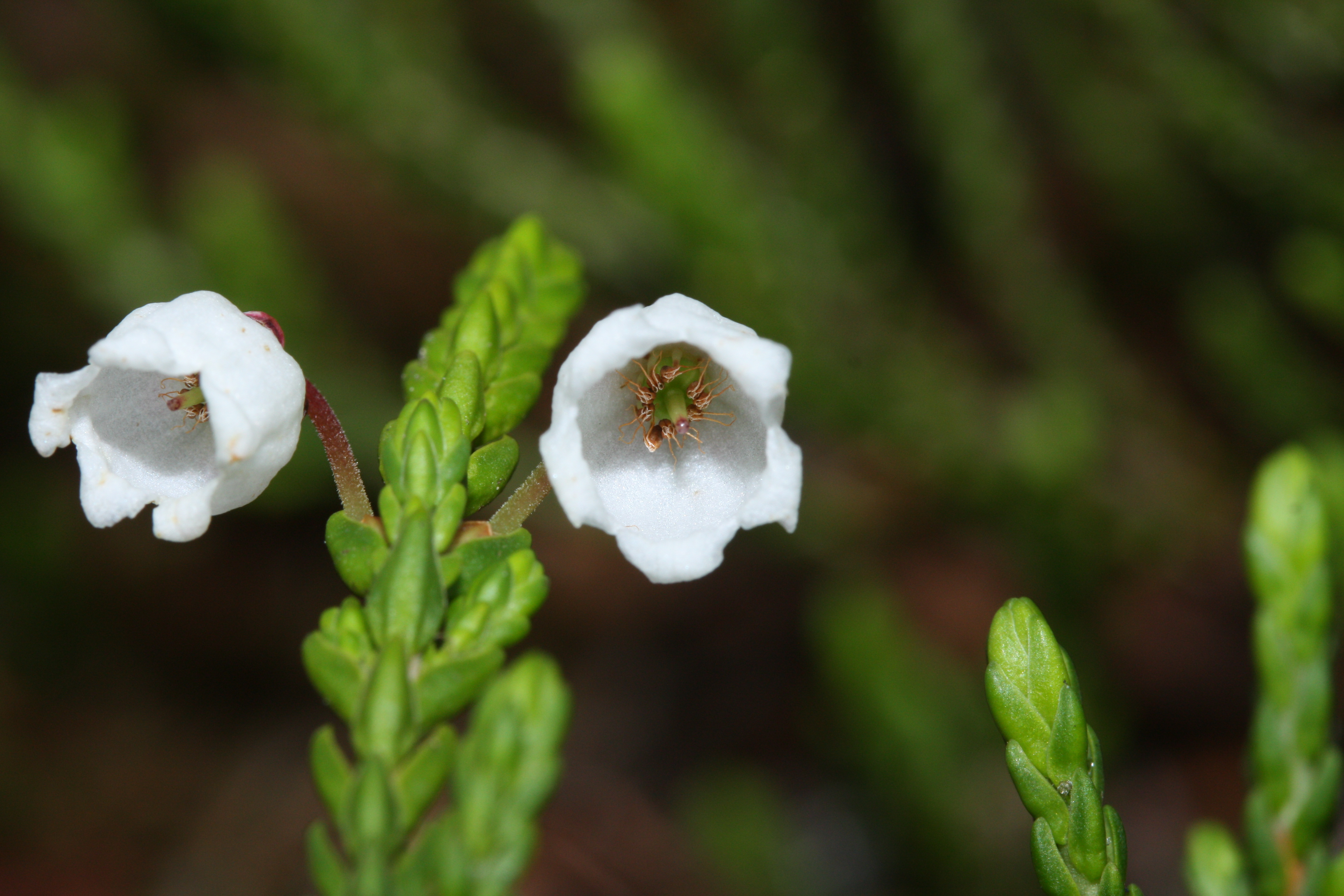
Kvetoucí kasiope Mertensova
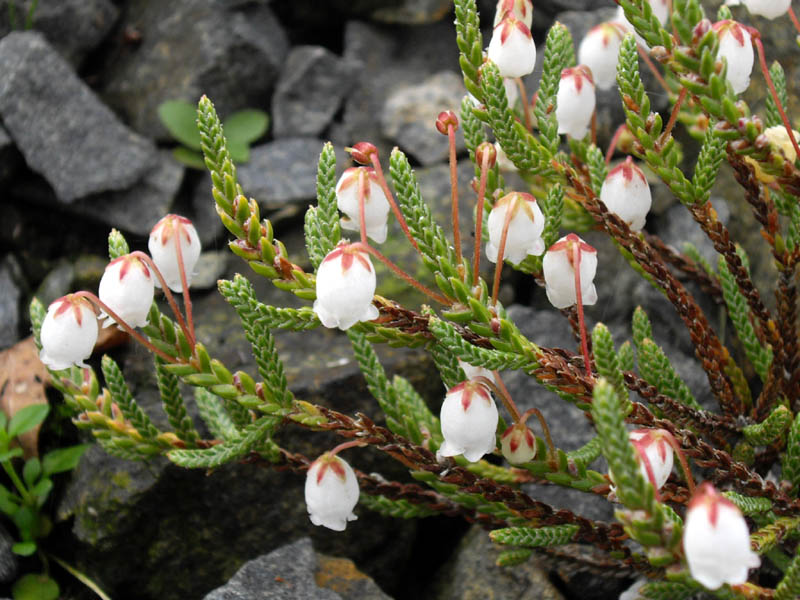
Kasiope vranečkovitá

## Rozšíření
Rod kasiope zahrnuje 17 druhů. Je rozšířen obtočnově v arktických a subarktických oblastech Evropy, Asie i Severní Ameriky. V Číně a západních oblastech Severní Ameriky jeho areál vybíhá k jihu. Izolovaný areál je v oblasti Himálaje a severního Myanmaru.
Největší počet druhů (celkem 11, z toho 6 endemických) roste v Číně. V Evropě tento rod zastupuje pouze kasiope čtyřhranná (Cassiope tetragona), druh rozšířený od Skandinávie a Špicberků přes severní Rusko, Sibiř až po ruský Dálný východ, dále v Grónsku a severních oblastech Severní Ameriky. V Severní Americe rostou celkem 3 druhy, nejdále na jih (do Kalifornie) zasahuje kasiope Mertensova (Cassiope mertensiana).
Kasiope čtyřhranná dosahuje v severním Grónsku společně s trpasličí vrbou arktickou (Salix arctica) téměř severní hranice rozšíření kvetoucích rostlin (83° severní šířky).

## Původ jména
V řecké mytologii je Kassiope (Kassiopeia) krásná manželka krále Kéfea z Etiopie. Jejich dcerou byla Andromeda. Podle pověsti byla Kassiope pro svou pýchu za trest přikována k obloze a proměněna v souhvězdí. Vědecké jméno Cassiope nese též rod fosilních mořských plžů z čeledi †Cassiopidae a je to i druhové jméno některých dalších organismů, např. babočkovitého motýla Selenophanes cassiope.

## Taxonomie
Rod Cassiope je v současné taxonomii čeledi vřesovcovitých řazen do podčeledi Cassiopoideae a představuje jediný rod této podčeledi. Sesterskou skupinou je podčeleď Ericoideae.
V minulosti byly do rodu Cassiope někdy řazeny i dva druhy, v současné taxonomii řazené do samostatného rodu Harrimanella v rámci podčeledi Harrimanelloideae: H. hypnoides (druh rozšířený i v severní Evropě) a H. stelleriana.

## Zástupci
- kasiope čtyřhranná (Cassiope tetragona)
- kasiope Mertensova (Cassiope mertensiana)
- kasiope plavuňovitá (Cassiope lycopodioides)
- kasiope vranečkovitá (Cassiope selaginoides)
- kasiope vzpřímená (Cassiope fastigiata)
- kasiope Wardova (Cassiope wardii)[10][3]

## Význam a pěstování
Některé druhy jsou pěstovány jako skalničky. Jsou ceněné pro svůj delikátní vzhled, jejich pěstování je však obtížné. Daří se jim v kyselé, rašelinné, vlhké půdě na světlém ale chladnějším stanovišti. Zalévat je třeba měkkou, dešťovou vodou. Rozmnožují se řízkováním v srpnu, hřížením nebo dělením. Byly vyšlechtěny též okrasné kultivary.

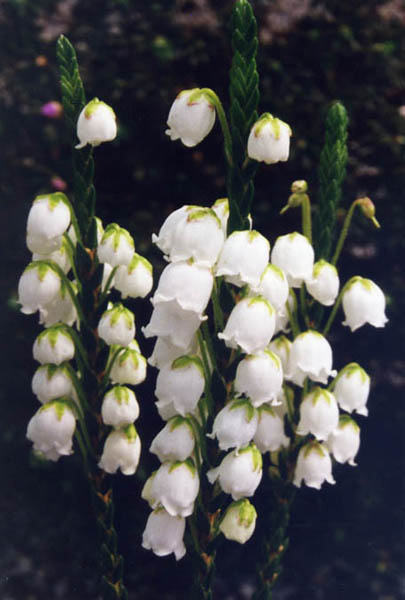
Cassiope 'Edinburgh'
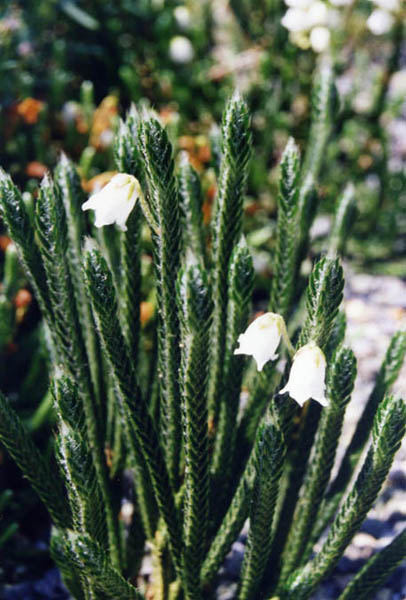
Cassiope 'Askival'
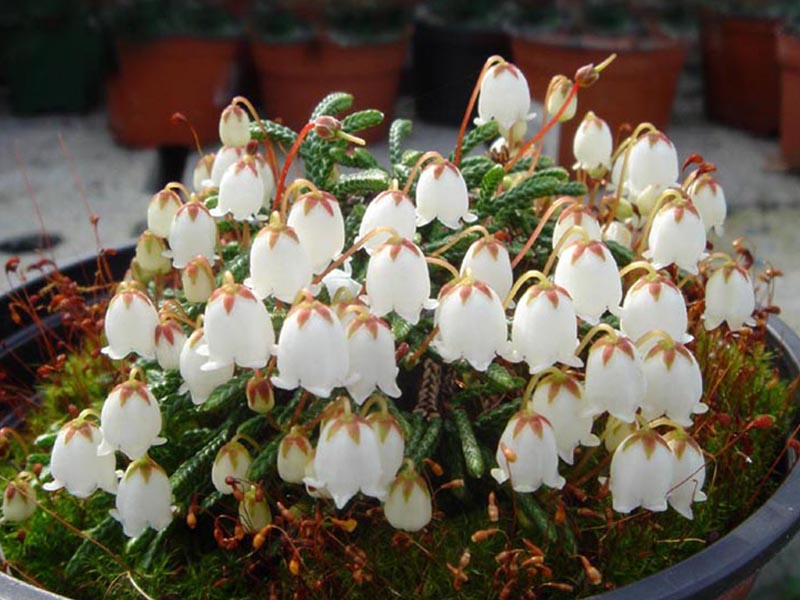
C. lycopodioides 'Jim Lever'